# John Francis Campbell
John Francis Campbell, född 29 december 1821 på ön Islay, död 17 februari 1885 i Cannes, var en  skotsk författare och forskare som specialiserade sig på de keltiska folken. Han var känd som en auktoritet på gaelisk folklore och befolkningen i de skotska högländerna i synnerhet.